# K. M. Adimoolam
K. M. Adimoolam (1938, Tiruchirappalli - 15 janvier 2008, Chennai) est un artiste abstrait indien.

## Biographie
Il est né dans l'État du Tamil Nadu. Il se montre précocement doué pour le dessin. En 1959, il part à Chennai où, sous l'influence du sculpteur Dhanapal, il s'inscrit à la School of Arts and Crafts. Après avoir obtenu son Diploma in Advanced Painting en 1966, Adimoolam commence une série de portraits en noir et blanc du Mahatma Gandhi. Travaillant à partir de photographies, il réalise près d'une centaine de dessins retraçant 60 ans de la vie du Mahatma.

## Citations
« Homme enfant ou d’âge moyen, mon cœur et mon esprit sont remplis par la nature, à chaque moment. C’est une expérience formidable ; cet amour et cette crainte que provoque mon esprit déjà créatif et anxieux pour pénétrer la réalité qui repose au-delà de notre vision. Ainsi, mes toiles reflètent la journée de mon esprit à travers la Nature -pas de paysages terrestres ou aquatiques aussi réalistes mais des plans créant des couleurs et une atmosphère mystérieuse sur un niveau transcendantal. Pour deux décennies, mon concept a évolué unilatéralement avec une innovation technique simple et une différente exploitation de nuances. »